# メロディ (サザンオールスターズの曲)
「メロディ (Melody)」は、サザンオールスターズの楽曲。自身の23作目のシングルとして、タイシタレーベルから7インチレコードで1985年8月21日に発売された。
1988年6月25日と1998年2月11日に8cmCDとして、2005年6月25日には12cmCDで再発売されている。2014年12月17日からはダウンロード配信、2019年12月20日からはストリーミング配信が開始されている。

## 背景・制作
アルバム『KAMAKURA』の先行シングルとして発売された作品。
原由子は『KAMAKURA』制作中に産休に入っていた為、本作の制作には参加していない。

## 収録曲
- 収録時間：10:05

1. メロディ (Melody) (5:04)
（作詞・作曲：桑田佳祐 / 編曲：サザンオールスターズ）
ユニクロ「LifeとWear/2024メリノの日 メリノウール」CMソング[6][注 1]。
ミディアムなスローナンバーな楽曲[5]。コーラスには産休に入った原に代わり、ジューシィ・フルーツのイリアが参加している。
『KAMAKURA』のCMでは明石家さんまが口パクで歌っており、本楽曲をさんまの持ち歌と勘違いする人が続出し話題となった[7]。
2. ミス・ブランニュー・デイ (MISS BRAND-NEW DAY) <Live at BUDOKAN> (5:01)
（作詞・作曲：桑田佳祐 / 編曲：サザンオールスターズ）
1984年に発売された20作目のシングル曲のライブテイク。本作では1984年から1985年に掛けて行われたコンサートツアー『大衆音楽取締法違反“やっぱりアイツはクロだった!”実刑判決2月まで』の日本武道館での音源を収録している。なお、フェードアウト部分にはライブでの次曲である「JAPANEGGAE (ジャパネゲエ)」のイントロも一部ながら収録されている。

## 参加ミュージシャン
- 桑田佳祐:Vocal(#1,2)
- 大森隆志:Guitar, Chorus(#1,2)
- 原由子:Keyboards, Chorus(#1,2)
- 関口和之:Bass, Chorus(#1,2)
- 松田弘:Drums, Chorus(#1,2)
- 野沢秀行:Percussion, Chorus(#1,2)

- メロディ (Melody)
  - 藤井丈司:Synthesizer Programming
  - 矢口博康:Sax, Synthesizer
  - イリア:Chorus
  - 大谷幸:Chorus
- ミス・ブランニュー・デイ (MISS BRAND-NEW DAY) <Live at BUDOKAN>
  - 藤井丈司:Synthesizer
  - 矢口博康:Sax

## 収録アルバム
| 曲名                                                            | 作品名                                    | 備考                           |
| --------------------------------------------------------------- | ----------------------------------------- | ------------------------------ |
| メロディ (Melody)                                               | KAMAKURA                                  |                                |
| メロディ (Melody)                                               | BALLADE 2 '83〜'86                        |                                |
| メロディ (Melody)                                               | すいか SOUTHERN ALL STARS SPECIAL 61SONGS | 数量限定商品のため、現在は廃盤 |
| ミス・ブランニュー・デイ (MISS BRAND-NEW DAY) <Live at BUDOKAN> | アルバム未収録                            |                                |

## ミュージック・ビデオ収録作品
| 曲名                                                            | 作品名 |
| --------------------------------------------------------------- | ------ |
| メロディ (Melody)                                               | 未収録 |
| ミス・ブランニュー・デイ (MISS BRAND-NEW DAY) <Live at BUDOKAN> | 未収録 |

## ライブ映像作品
| 曲名                                                            | 作品名              |
| --------------------------------------------------------------- | ------------------- |
| メロディ (Melody)                                               | 真夏の大感謝祭 LIVE |
| ミス・ブランニュー・デイ (MISS BRAND-NEW DAY) <Live at BUDOKAN> | 未収録              |